# Horváth Dávid (úszó)
Horváth Dávid (Budapest, 1996. május 16. –) Európa-bajnoki ezüstérmes magyar úszó.
A 2013-as junior világbajnokságon 100 méter mellen 13., 200 m mellen ezüstérmes volt. A 2013-as rövid pályás Európa-bajnokságon a vegyes vegyes válóban az előfutamban kapott helyet. 200 méter mellen 17. volt. A 2014-es ifjúsági Eb-n 200 méter mellen nyert bronzérmet. A 2014. évi ifjúsági olimpián 50 és 200 méter mellen ötödik, 100 méter mellen hetedik helyezést szerzett. A 2014-es rövid pályás világbajnokságon 50 méter mellen 41., 100 méter mellen 32., 200 méter mellen 13. helyen ért célba. A 2015-ös úszó-világbajnokságon 50 méter mellen 37. lett. A vegyes váltóval nyolcadik helyezést szereztek. A 2016-os úszó-Európa-bajnokságon 50 méter mellen 35., 100 méter mellen 26., 200 méter mellen 16. helyezést ért el. A FINA tájékoztatása szerint a B szintet teljesített versenyzők között Horváth is indulhatott volna a riói olimpián, de a későbbiekben ezt a lehetőséget visszavonta a szervezet. Az esetet után egy héttel a FINA szabadkártyával biztosította Horváth olimpiai indulását.
A 2019-es rövid pályás úszó-Európa-bajnokságon a 4 × 50 méteres vegyesváltó tagjaként ezüstérmes lett. A 2021 nyarára halasztott tokiói olimpiára B-szintes idővel rendelkezett, ám a FINA döntése értelmében nem indulhatott az ötkarikás játékokon.

## Magyar bajnokság
| 50 méteres medence   | 2012 | 2013 | 2014 | 2015 | 2016 | 2017 | 2018 | 2019 | 2020 | 2021 | 2024 | 2025 |
| -------------------- | ---- | ---- | ---- | ---- | ---- | ---- | ---- | ---- | ---- | ---- | ---- | ---- |
| 50 m mell            |      | 5.   | 4.   | 3.   | 8.   | 6.   | 3.   |      |      |      | 2.   |      |
| 100 m mell           | 7.   | 4.   | 4.   | 1.   | 4.   | 3.   | 3.   | 4.   | 4.   | 3.   | 1.   | 2.   |
| 200 m mell           | 5.   | 1.   | 3.   | 2.   | 2.   | 2.   | 1.   | 2.   | 2.   | 1.   |      | 1.   |
| 400 m vegyes         |      | 2.   | 4.   |      |      |      |      |      |      |      |      |      |
| 4 × 100 m gyors      |      |      |      |      | 2.   |      | 5.   |      |      | 5.   |      |      |
| 4 × 100 m vegyes     | 2.   | 1.   | 1.   | 1.   | 1.   | 1.   | 2.   | 2.   | 3.   |      | 2.   |      |
| 4 × 100 m vegyes mix |      |      | 1.   | 1.   |      |      |      |      |      |      | 3.   |      |